# Бахо-Гуадалентин
Бахо-Гуадалентин (исп. Bajo Guadalentín) — район (комарка) в Испании, входит в провинцию Мурсия в составе автономного сообщества Мурсия.
Находится на юге провинции, на юге имеет выход к Средиземному морю. С запада граничит с районом Альто-Гуадалентин, с севера — Рио-Мула, с востока — Уэрта-де-Мурсия и Кампо-де-Картахена. Площадь 1020 км². Местность в основном сельская. Население 92 621 жителей (на 2019 год).
Название района дано по реке Гуадалентин, протекающей по его территории.

## Муниципалитеты
1. Аледо
2. Алама-де-Мурсия
3. Либрилья
4. Масаррон
5. Тотана